# 유로스포츠
유로스포츠(Eurosport)는 유럽 지역을 중심으로 하는 스포츠 전문 채널로, 워너 브라더스 디스커버리 산하에 있다. 본사는 프랑스 파리에 있다.

## 개요 및 역사
1989년 2월 5일에 처음 방송을 시작하였으며, 현재 54개국 20개 언어로 방영하고 있다.2024년 7월 17일 부터 LG 헬로 채널 변경에 따라 국내에 송출 된다

## 채널 번호
- LG U+ TV : 114번
- SK BTV : 967번
- KT 지니 TV : 119번
- 스카이라이프 : 217번

## 유형별 채널
- 유로스포츠 2
- 유로스포츠 뉴스
- 브리티시 유로스포츠

## 같이 보기
- 스포츠 방송